# Plateros capillaris
Plateros capillaris är en skalbaggsart som beskrevs av Green 1953. Plateros capillaris ingår i släktet Plateros och familjen rödvingebaggar. Inga underarter finns listade i Catalogue of Life.